# CS Dinamo București (baloncesto)
El CS Dinamo Bucureşti, anteriormente conocido como Dinamo-Erbaşu o Dinamo Gealan, es un club de baloncesto profesional de Bucarest, Rumania. El club fue fundado en 1950 como parte del Clubul Sportiv Dinamo București y compite en la Liga Națională. Disputa sus partidos en la  Sala Polivalentă Dinamo, con capacidad para 2.538 espectadores.
Los colores del club son el rojo, para la primera equipación, y el blanco para el segundo uniforme. El Dinamo cuenta en su palmarés con 22 títulos de campeón de liga, el más exitoso de todo el país, seguido de su máximo rival, el CSA Steaua, con 21.

## Historia
El Dinamo fue fundado como parte de una de las mayores organizaciones deportivas en Rumania, el Clubul Sportiv Dinamo București, y disfrutó de mucho éxito a lo largo de los años. El Dinamo de baloncesto ganó el campeonato rumano 22 veces, obteniendo también notables resultados en las competiciones europeas. Sin embargo, en los últimos años, la falta de apoyo del club de sus financiadores y la aparición de equipos muy fuertes en Ploieşti y algunas ciudades de Transilvania provocó que el BC Dinamo no lograse los mismos buenos resultados desde el siglo XXI y su última liga fue ganada en la temporada 2002-03.
Al final de la temporada 2009-10, el equipo descendió, por primera vez en su historia, a la Liga I. Después de una temporada, volvieron a la Divizia A, donde permaneció hasta 2013.Tras una temporada en tercera división, en 2015 el club queda subcampeón de la Liga I y vuelve a la máxima categoría.

## Posiciones en liga
- 2008 (7)
- 2009 (11)
- 2010 (13)
- 2011 (1-B)
- 2012 (13-A)
- 2013 (16-Liga Nat)
- 2014 (L2)
- 2015 (1-L1)

## Palmarés
- Divizia A:
- Campeón (22, record):

1952-1953, 1953-1954, 1954-1955, 1956-1957, 1964-1965, 1967-1968, 1968-1969, 1969-1970, 1970-1971, 1971-1972, 1972-1973, 1973-1974, 1974-1975, 1975-1976, 1976-1977, 1978-1979, 1982-1983, 1987-1988, 1993-1994, 1996-1997,1997-1998, 2002-2003
- Copa de Rumania: 4

1966-1967, 1967-1968, 1968-1969, 1979-1980
- Liga I: 1

2010-2011
- Subcampeón Liga I: 2

2014-2015
- Subcampeón Divizia A: 2

2003-2004, 2004-2005

## Jugadores destacados
| - Dejan Bojinovic - Mladen Gambiroza - Jeremy McCulloch - Miro Vranjic - Enes Hadzibulic - Zeljko Bubanja - Radomir Simic - Dragan Basaric - Aleksandar Belanovic - Vlada Krupnikovic - Miljan Marjanovic - Stojadin Markovic | - Milan Popic - Milos Ristic - Dragan Simunovic - Jerel Blocker - Will Bowser - Joshua Brown - Antwan Burrus - Spencer Dixon - Allen Durham - Brian Fisher - Antonio Haymon | - Jer'Vaughn Johnson - Demetrius Miller - Paul Nelson - Chris Reaves - Shemik Thompson - Eryk Watson - Demetrius Williams - Vinicius da Silva - Tomcho Sokolov - Kevin Shand - Ersid Ljuca |